# Матфорш
Матфорш (на шведски: Matfors) е град в лен Вестернорланд, източна Швеция, община Сундсвал. Разположен е около река Юнган. Намира се на около 340 km на северозапад от столицата Стокхолм и на 15 km на югозапад от главния град на лена Сундсвал. Има жп гара. Населението на града е 3430 жители, по приблизителна оценка от декември 2017 г.